# Майорка Оупън
Майорка Оупън (на английски: Mallorca Open) е професионален турнир по тенис за мъже от ATP Tour 250, който се провежда в Майорка, Испания. Играе се на открити тревни кортове на Mallorca Country Club в Санта Понса през юни, седмица преди Уимбълдън.

## История
Турнирът е основан като част от WTA Tour. През юни 2014 г. Женската тенис асоциация (WTA) обявява, че нов турнир по тенис на трева ще бъде организиран в Майорка, от 2016 г., тъй като WTA Tour разширява интервала между Откритото първенство на Франция и Уимбълдън от две седмици на три. Тенис комплексът има пет корта с естествена трева, като принос за изграждането и поддръжката е на All England Lawn Tennis and Croquet Club (AELTC). Класифициран като международно събитие на WTA, турнирът за жени продължава три години в календара и приключва след последното издание през юни 2019 г., като събитието и международната класификация са прехвърлени към Бирмингам Класик за следващата 2020 година.
През септември 2019 г. AELTC обявява, че ще инвестира в няколко нови турнира по тенис на трева за ATP Tour и WTA Tour. Сред новите турнири е новото събитие за мъже в Майорка, което дебютира през 2020 г. ATP се завръща в Майорка след 18 години. Турнирът е ръководен от Тони Надал, провежда се през третата и последна седмица на суинга на трева. Пандемията от COVID-19 налага отлагането на подновения ATP турнир, той се провежда за първи път през 2021 г.

## Сингъл мъже
| Година | Шампион          | Финалист              | Резултат                 |
| ------ | ---------------- | --------------------- | ------------------------ |
| 2025   | Талон Грикспоор  | Корантен Муте         | 7 – 5, 7 – 6(7–3)        |
| 2024   | Алехандро Табило | Себастиан Офнер       | 6 – 3, 6 – 4             |
| 2023   | Кристофър Юбанкс | Адриан Манарино       | 6 – 1, 6 – 4             |
| 2022   | Стефанос Циципас | Роберто Баутиста Агут | 6 – 4, 3 – 6, 7 – 6(7–2) |
| 2021   | Даниил Медведев  | Сам Куери             | 6 – 4, 6 – 2             |

## Сингъл жени
| Година | Шампион             | Финалист            | Резултат                      |
| ------ | ------------------- | ------------------- | ----------------------------- |
| 2019   | София Кенин         | Белинда Бенчич      | 6 – 7(2–7), 7 – 6(7–5), 6 – 4 |
| 2018   | Татяна Малек        | Анастасия Севастова | 6 – 4, 7 – 5                  |
| 2017   | Анастасия Севастова | Юлия Гьоргес        | 6 – 4, 3 – 6, 6 – 3           |
| 2016   | Каролин Гарсия      | Анастасия Севастова | 6 – 3, 6 – 4                  |